# Бахчеліевлер (станція метро)
40°59′44″ пн. ш. 28°51′49″ сх. д. / 40.995653719796° пн. ш. 28.863589696419° сх. д.
Бахчеліевле́р (тур. Bahçelievler) — станція лінії М1 Стамбульського метрополітену. Відкрита 15 січня 1999 року
Конструкція станції — однопрогінна станція мілкого закладення має дві берегові платформи.
Розташування — під автострадою D100 у районі Бахчеліевлер, Стамбул.
Пересадки:
- Метробус: 34, 34C, 34G, 34AS, 34BZ
- Автобус: 31, 31E, 36CY, 73, 73B, 73F, 73H, 73Y, 76, 76B, 76C, 76D, 76V, 76Y, 78ZB, 79B, 79G, 79Ş, 82, 89, 89A, 89B, 89K, 89M, 89S, 89YB, 97, 97BT, 97E, 97KZ, 98, 98A, 98AB, 98B, 98H, 98M, 98MB, 98S, 98T, 98TB, 145, 146, E-57, H-9, HT13
- Маршрутки: Бахчеліевлер-метро — Багджилар — Девлет — Хастанесі, Бахчеліевлер-метро — Ото-Санаї

| Попередня станція               | Лінія | Лінія                           | Лінія | Наступна станція                         |
| ------------------------------- | ----- | ------------------------------- | ----- | ---------------------------------------- |
| Бакиркьой — Інджирлі до Єнікапи |       | M1 (Стамбульський метрополітен) |       | Атакьой — Ширіневлер до Аеропорт Ататюрк |